# Aloe tewoldei
Aloe tewoldei ist eine Pflanzenart der Gattung der Aloen in der Unterfamilie der Affodillgewächse (Asphodeloideae). Das Artepitheton tewoldei ehrt den äthiopischen Botaniker Tewolde-Bergan Gebre-Egziabher.

## Beschreibung

### Vegetative Merkmale
Aloe tewoldei wächst stammbildend. Die spreizklimmenden bis hängenden Triebe erreichen eine Länge von bis zu 50 Zentimeter und sind 0,6 Zentimeter dick. Die länglich lanzettlich, halbstielrunden Laubblätter sind zerstreut entlang der Triebe angeordnet. Die graugrüne, undeutlich gefleckte Blattspreite ist bis zu 13,5 Zentimeter (selten bis zu 23 Zentimeter) lang und 1,5 bis 2 Zentimeter (selten bis zu 2,2 Zentimeter) breit. Die weißen Zähne am Blattrand sind etwa 0,5 Millimeter lang und stehen 2 bis 3 Millimeter voneinander entfernt.

### Blütenstände und Blüten

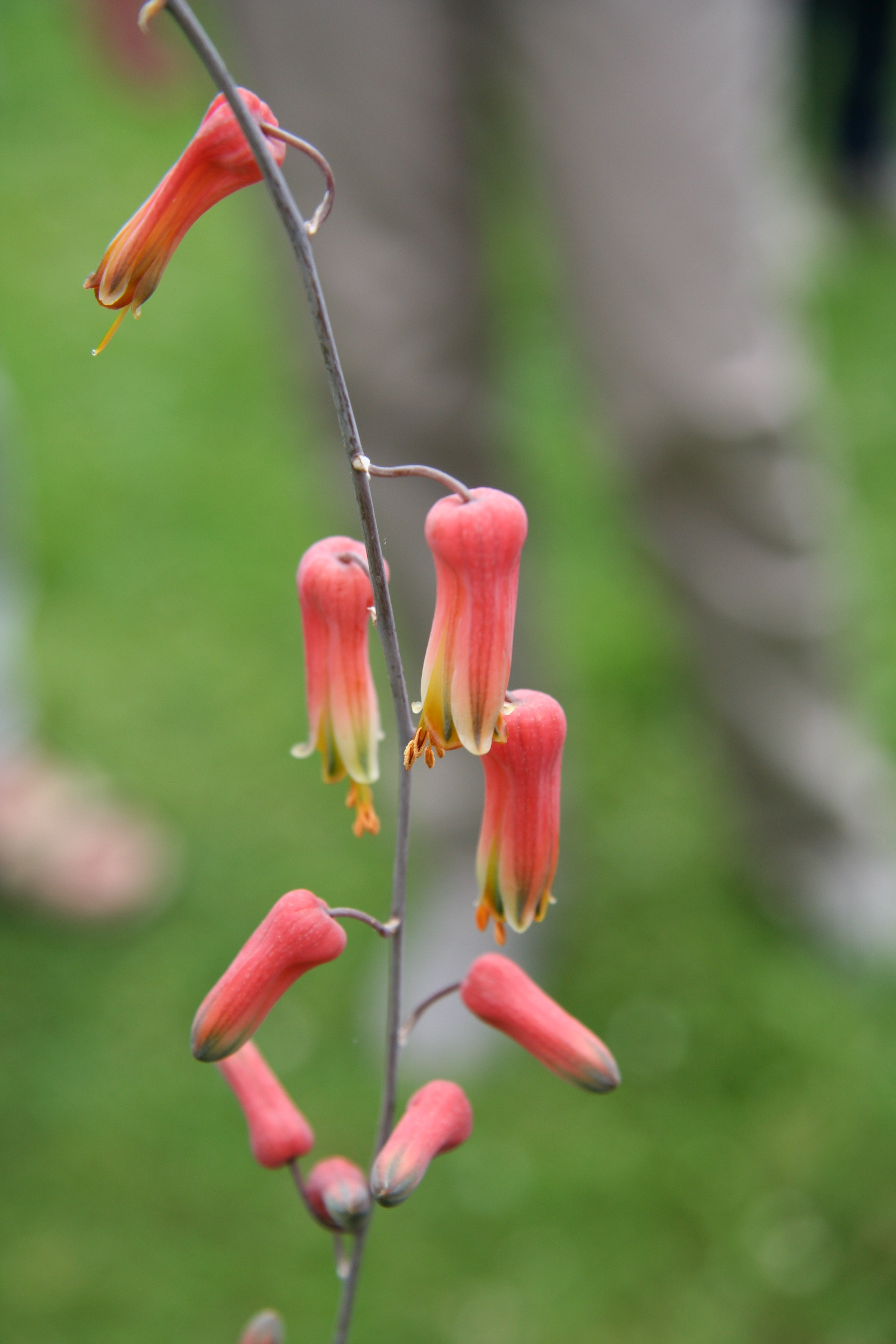
Ausschnitt aus einem Blütenstand

Der einfache Blütenstand erreicht eine Länge von etwa 30 Zentimeter. Die lockeren, zylindrischen Trauben sind etwa 27 Zentimeter lang. Die Brakteen weisen eine Länge von etwa 4 Millimeter auf und sind 2 Millimeter breit. Die glauk-orangefarbenen Blüten sind grünlich gespitzt und stehen an etwa 12 Millimeter langen Blütenstielen. Sie sind 20 Millimeter lang, weisen einen Durchmesser von 7 Millimeter auf und sind an ihrer Basis gestutzt. Ihre äußeren Perigonblätter sind auf einer Länge von 4 bis 5 Millimetern nicht miteinander verwachsen. Die Staubblätter und der Griffel ragen kaum aus der Blüte heraus.

## Systematik und Verbreitung
Aloe tewoldei ist im Süden von Äthiopien auf Flächen von Kalksteinfelsen verbreitet.
Die Erstbeschreibung durch Michael George Gilbert und Sebsebe Demissew wurde 1997 veröffentlicht.

## Nachweise